# Джим Робертс
Джим Робертс (англ. Jim Roberts; 9 квітня 1940, Торонто — 23 жовтня 2015, Сент-Луїс) — канадський хокеїст, що грав на позиції захисника, крайнього нападника. Згодом — хокейний тренер.

## Ігрова кар'єра
Професійну хокейну кар'єру розпочав 1958 року.
Протягом професійної клубної ігрової кар'єри, що тривала 21 рік, захищав кольори команд «Монреаль Канадієнс» та «Сент-Луїс Блюз».

## Тренерська робота
1981 року розпочав тренерську роботу в НХЛ. Працював з командами «Баффало Сейбрс», «Гартфорд Вейлерс», «Піттсбург Пінгвінс», «Сент-Луїс Блюз».

## Нагороди та досягнення
- Володар Кубка Стенлі в складі «Монреаль Канадієнс» — 1965, 1966, 1973, 1976, 1977.
- Учасник матчу усіх зірок НХЛ — 1965, 1969, 1970.

## Статистика НХЛ
| Сезон         | Клуб                 | Ліга          | Регулярний сезон | Регулярний сезон | Регулярний сезон | Регулярний сезон | Регулярний сезон | Плей-оф | Плей-оф | Плей-оф | Плей-оф | Плей-оф |
| Сезон         | Клуб                 | Ліга          | І                | Г                | П                | О                | ШХ               | І       | Г       | П       | О       | ШХ      |
| ------------- | -------------------- | ------------- | ---------------- | ---------------- | ---------------- | ---------------- | ---------------- | ------- | ------- | ------- | ------- | ------- |
| 1964–1965     | «Монреаль Канадієнс» | НХЛ           | 70               | 3                | 10               | 13               | 40               | 13      | 0       | 0       | 0       | 30      |
| 1965–1966     | «Монреаль Канадієнс» | НХЛ           | 70               | 5                | 5                | 10               | 20               | 10      | 1       | 1       | 2       | 10      |
| 1966–1967     | «Монреаль Канадієнс» | НХЛ           | 63               | 3                | 0                | 3                | 16               | 4       | 1       | 0       | 1       | 0       |
| 1967–1968     | «Сент-Луїс Блюз»     | НХЛ           | 74               | 14               | 23               | 37               | 66               | 18      | 4       | 1       | 5       | 20      |
| 1968–1969     | «Сент-Луїс Блюз»     | НХЛ           | 72               | 14               | 19               | 33               | 81               | 12      | 1       | 4       | 5       | 10      |
| 1969–1970     | «Сент-Луїс Блюз»     | НХЛ           | 76               | 13               | 17               | 30               | 51               | 16      | 2       | 3       | 5       | 29      |
| 1970–1971     | «Сент-Луїс Блюз»     | НХЛ           | 72               | 13               | 18               | 31               | 77               | 6       | 2       | 1       | 3       | 11      |
| 1971–1972     | «Сент-Луїс Блюз»     | НХЛ           | 26               | 5                | 7                | 12               | 4                | —       | —       | —       | —       | —       |
|               | «Монреаль Канадієнс» | НХЛ           | 51               | 7                | 15               | 22               | 53               | 6       | 1       | 0       | 1       | 0       |
| 1972–1973     | «Монреаль Канадієнс» | НХЛ           | 77               | 14               | 18               | 32               | 28               | 17      | 0       | 2       | 2       | 22      |
| 1973–1974     | «Монреаль Канадієнс» | НХЛ           | 67               | 8                | 16               | 24               | 39               | 6       | 0       | 0       | 0       | 4       |
| 1974–1975     | «Монреаль Канадієнс» | НХЛ           | 79               | 5                | 13               | 18               | 52               | 11      | 2       | 2       | 4       | 2       |
| 1975–1976     | «Монреаль Канадієнс» | НХЛ           | 74               | 13               | 8                | 21               | 7                | 13      | 3       | 1       | 4       | 2       |
| 1976–1977     | «Монреаль Канадієнс» | НХЛ           | 45               | 5                | 14               | 19               | 18               | 14      | 3       | 0       | 3       | 6       |
| 1977–1978     | «Сент-Луїс Блюз»     | НХЛ           | 75               | 4                | 10               | 14               | 39               | —       | —       | —       | —       | —       |
| Усього в НХЛ  | Усього в НХЛ         | Усього в НХЛ  | 1006             | 126              | 194              | 320              | 621              | 153     | 20      | 16      | 81      | 120     |
| Усього в АХЛ  | Усього в АХЛ         | Усього в АХЛ  | 11               | 1                | 3                | 4                | 6                | 1       | 0       | 0       | 0       | 2       |
| Усього в ЦПХЛ | Усього в ЦПХЛ        | Усього в ЦПХЛ | 46               | 18               | 19               | 37               | 47               | —       | —       | —       | —       | —       |

## Тренерська статистика
| Команда | Сезон   | Регулярний сезон | Регулярний сезон | Регулярний сезон | Регулярний сезон | Регулярний сезон | Регулярний сезон | Плей-оф                                 |
| Команда | Сезон   | І                | В                | П                | Н                | О                | Результат        | Результат                               |
| ------- | ------- | ---------------- | ---------------- | ---------------- | ---------------- | ---------------- | ---------------- | --------------------------------------- |
| БАФ     | 1981–82 | 45               | 21               | 16               | 8                | (93)             | 3-є у ДА         | (в. о.; повернувся до роботи асистента) |
| ГАР     | 1991–92 | 80               | 26               | 41               | 13               | 65               | 4-е у ДА         | програш у першому раунді                |
| СТЛ     | 1996–97 | 9                | 3                | 3                | 3                | (83)             | 4-е в ЦД         | (в. о.; повернувся до роботи асистента) |
| Усього  | Усього  | 134              | 50               | 60               | 24               |                  |                  |                                         |